# Novoukraiinske, Ripkî
Novoukraiinske (în ucraineană Новоукраїнське) este o comună în raionul Ripkî, regiunea Cernihiv, Ucraina, formată numai din satul de reședință.

## Demografie
Componența lingvistică a comunei Novoukraiinske
     Ucraineană (90,11%)
     Rusă (3,11%)
     Română (2,82%)
Conform recensământului din 2001, majoritatea populației comunei Novoukraiinske era vorbitoare de ucraineană (90,11%), existând în minoritate și vorbitori de armeană (3,95%), rusă (3,11%) și română (2,82%).